# Dominik Konstantin München
Dominik Konstantin München (* 26. Juni 1763 in Dudeldorf, Eifel; † 16. Dezember 1818 in Gent) war ein deutscher Theologe und Historiker.

## Leben
Dominik Konstantin München war Sohn des Notars und Richters Nikolaus München und Maria Friederike Leist und ein Vetter des Juristen Philipp Karl München. Er wurde bereits als Kind  nach Luxemburg ins Kolleg geschickt, verließ jedoch die Gemeinschaft mit 19 Jahren als Primus und nahm das Theologiestudium in Trier auf.
1786 errang er bei der Pfarrerprüfung in Luxemburg den 1. Platz unter 300 Bewerbern. Von 1788 bis 1790 war München Professor und Prorektor am Filialseminar in Luxemburg, das 1790 von Joseph II. aufgehoben wurde.
Von 1790 bis 1793 war er Pfarrer von Schankweiler.
Von 1793 bis 1803 war Dominik Konstantin München Pfarrer und Bürgermeister von Diekirch und leistete den Eid auf die französische Verfassung ab.
Am 24. Oktober 1800 verzichtete er auf das Bürgermeisteramt und 1803 auf die Pfarrei. München wurde zuerst Lehrer, dann Direktor an der Zentral- und Sekundärschule in Luxemburg.
Während seiner Bürgermeistertätigkeit wirkte er beschwichtigend auf die aufständischen Klöppelkrieger und verhalf Diekirch zu Wohlstand und Aufstieg.
1812 wurde er vom Dienst der französischen Regierung zur Überprüfung aller Schullehrer des Wälderdepartements (Département des Forêts, ehemaliges Herzogtum Luxemburg) beauftragt und führte für diesen Bereich Lehrer-Vorbereitungs- und Ausbildungskurse ein, die unter Leitung seines Bruders Wendelin München in Buchholz stattfanden. Dominik Konstantin München verfasste als erster Luxemburger eine statistisch-vergleichende landeskundliche Geschichte seiner Heimat.
München soll auch als mäßigender Gerichts-Berater an den Prozessen nach dem Klöppelkrieg, dem Aufstand der zum Teil nur mit Stöcken bewaffneten Landbevölkerung gegen die französische Besatzung, tätig gewesen sein, so dass manche Urteile aufgrund seiner Übersetzungen milde ausfielen.
Im Frühjahr 1818 wurde er als erster Professor am Lehrstuhl für Philosophie der Universität Gent angestellt.
Dominik Konstantin München starb wenige Monate später mit 55 Jahren in Gent, Belgien.